# Pupatonia
Genre
Pupatonia est un genre de mollusques gastéropodes appartenant à la famille des Eatoniellidae. L'espèce-type est Pupatonia minutula.

## Liste d'espèces
Selon World Register of Marine Species (29 septembre 2017) :
- Pupatonia atoma Ponder, 1965
- Pupatonia gracilispira (Powell, 1933)
- Pupatonia magellanica Ponder & Worsfold, 1994
- Pupatonia minutula (Powell, 1933)
- Pupatonia pupinella (Finlay, 1927)